# François Hugues
François Hugues (* 13. August 1896 in Paris; † 15. Dezember 1965 ebenda) war ein französischer Fußballspieler, der später auch als Trainer gearbeitet hat.

## Vereinskarriere
François Hugues war schon als Jugendlicher bei Vereinen seiner Geburtsstadt (unter anderem US de l’Est und US Auteuil) aktiv, ehe er, weit vor seiner Volljährigkeit und noch vor dem Ersten Weltkrieg, an der Seite von Nationalspielern wie Lucien Gamblin, Eugène Maës oder Pierre Chayriguès für den Red Star AC spielte. Er selbst kam dort als 22-Jähriger gleichfalls zu seinem Nationalmannschaftsdebüt (siehe weiter unten). Red Star hatte sich gleich nach dem Krieg weiter verstärkt, etwa durch Paul Nicolas und Philippe Bonnardel, und gewann 1921 den damals einzigen frankreichweiten Wettbewerb, den Landespokal („Coupe de France“), nach einem 2:1-Endspielsieg über Olympique Paris. Dies war auch für Hugues der erste Titel – ein Erfolg, den er zwei Jahre später wiederholen konnte.
François Hugues verfügte über „bemerkenswerte körperliche und mentale Fähigkeiten und ein präzises Kopfballspiel“, obwohl er nicht sonderlich groß gewachsen war, ein „trockener, knochiger, tüchtiger“ Mittelläufer, über den es hieß, er besäße „das Herz eines Löwen, einen langen Atem und eine eiserne Moral“. Insgesamt war der Abwehrspieler 13 Jahre für die Pariser Vorstädter aktiv – unterbrochen lediglich durch eine Saison (1921/22) beim Stade Rennais UC, mit dem er überraschenderweise ebenfalls das Pokalendspiel erreichte, darin aber gegen „seinen“ Red Star unterlag. Hugues war auch der erste Nationalspieler für den bretonischen Verein. 1927 wechselte er zum FC Lyon. Diesen Wechsel stellen Alfred Wahl und Pierre Lanfranchi in den Zusammenhang des in diesem Jahrzehnt grassierenden „unehrlichen Amateurismus“ (amateurisme marron), wobei gerade „südfranzösische Vereine … eine gewisse Anziehungskraft auf erfolgreiche Spieler ausübten“.
1933 kehrte François Hugues nach Paris zurück, wo er mit der US Suisse noch knapp eine Saison in der neu gegründeten, professionellen zweiten Division spielte. Nach 16 Niederlagen, zwei Remis und nur einem Sieg beendete der Verein das Abenteuer Berufsfußball jedoch am 1. März 1934 vorzeitig. Der in diesem Sommer seinen 37. Geburtstag begehende Spieler war anschließend auch weiterhin auf den Fußballplätzen der Stadt im Einsatz. Später arbeitete er als Trainer; so war er beispielsweise in den frühen 1950er Jahren Übungsleiter beim Sporting Club Bel-Abbès im seinerzeit noch französischen Algerien.

### Spielerstationen
- Red Star Amical Club (1913–1921)
- Stade Rennais Université Club (1921/22)
- Red Star Amical Club (1922–1927)
- FC Lyon (1927–1933)
- US Suisse Paris (1933/34)

## Nationalspieler
Zwischen März 1919 (gegen Belgien) und Mai 1927 (gegen England) hat François Hugues 24 A-Länderspiele für Frankreich bestritten; der Mittelläufer erzielte dabei auch ein Tor – Frankreichs Ehrentreffer bei einer 1:2-Niederlage gegen Irland Anfang 1921 – und führte die Bleus dreimal als Mannschaftskapitän auf das Spielfeld. Er „war während dieser Jahre aus der französischen Elf kaum wegzudenken“.
Beim olympischen Fußballturnier 1920 in Antwerpen wurde Hugues, u. a. an der Seite von René Petit, Jean Batmale, Jules Dewaquez, Jean Boyer, Henri Bard, Raymond Dubly und seinem Vereinskameraden Paul Nicolas, in beiden Spielen der Franzosen gegen Italien (3:1-Sieg) und die Tschechoslowakei (1:4-Niederlage) eingesetzt. Als die Olympischen Spiele vier Jahre später in Frankreich stattfanden, fehlte sein Name allerdings; eine verletzungsbedingte Formschwäche hatte zur Folge, dass er nach einem Spiel gegen die Schweiz im März 1924 erst wieder im April 1925 – und dann gegen die österreichische „Wunderelf“ – den blauen Nationaldress tragen konnte.

## Palmarès
- Französischer Pokalsieger: 1921, 1923 (und Finalist 1922)
- 24 A-Länderspiele, ein Treffer
- Olympiateilnehmer 1920